# 商标符号
商标符号（™），是用于声明该符号前的标识是一个商标的符号。与用于注册商标后的注册商标符号（®）不同，它通常用于非注册商标。Unicode为U+2122 ™ TRADE MARK SIGN ，HTML：&#8482; &trade;，在LaTeX为\texttrademark

## 符号使用
使用商标符号意味着该符号前的文字、图像或符号是一个商标，但不表明该商标是一个注册商标。在某些司法体系中，在未经注册的商标后以用于表明注册商标的注册商标符号（®）标示是非法和无效的。